# Chruścielak wielki
Chruścielak wielki (Aramides ypecaha) – gatunek średniej wielkości ptaka z rodziny chruścieli (Rallidae).

## Występowanie
Chruścielak wielki żyje w Ameryce Południowej – we wschodnio-środkowej i południowo-wschodniej Brazylii, wschodniej Boliwii, Paragwaju, północno-wschodniej Argentynie i Urugwaju. Nie wyróżnia się podgatunków.

## Morfologia
Długość ciała 41–45 (być może do 53) cm; masa ciała dwóch zbadanych samic: 640–765 g. Samice są nieco mniejsze od samców.
Ubarwienie obu płci chruścielaka wielkiego jest jednakowe: wierzch głowy oraz pierś są szare, podgardle białe, grzbiet oraz skrzydła rudawobrązowe, boki ciała rdzawe, a kuper oraz ogon czarne.

## Pożywienie
Chruścielak wielki żywi się bezkręgowcami oraz drobnymi zwierzętami kręgowymi.

## Status
IUCN uznaje chruścielaka wielkiego za gatunek najmniejszej troski (LC, Least Concern) nieprzerwanie od 1988 roku. W 2023 roku organizacja Wetlands International szacowała, że liczebność populacji mieści się w przedziale 100 000 – 1 000 000 osobników, zaś jej trend oceniła jako stabilny.